# Erik Pardus
Erik Pardus (2. února 1957 Uherské Hradiště – 10. května 2011 Brno) byl český herec.
V roce 1981 vystudoval činoherní herectví na Janáčkově akademii múzických umění v Brně. Po absolutoriu nastoupil v roce 1982 do Divadla bratří Mrštíků (později Městského divadla Brno), kde působil až do své smrti. Ve filmu však hrál již od roku 1969. Mezi jeho známější filmové role patří: Píďa z filmu Romance za korunu nebo strážmistr Zahálka ze seriálu Četnické humoresky. Obdržel Cenu Thálie v kategorii činohra a Cenu Alfréda Radoka (obě za rok 2007) za ztvárnění role Pavla I. ve hře Smrt Pavla I. od Dmitrije Merežkovského na prknech Městského divadla Brno. Působil též jako dabér.
Podlehl rakovině plic, se kterou se jako silný kuřák léčil od podzimu 2010.
Byl ženatý s herečkou Evou Gorčicovou (působila též v Městském divadle Brno), se kterou měl jednoho syna.

## Filmografie

### Filmy (výběr)
- 1969 Mlčení mužů
- 1969 Dospěláci můžou všechno
- 1971 Panter čeká v 17,30
- 1971 Babička
- 1972 Rodeo
- 1973 Kazisvěti (TV film)
- 1975 Romance za korunu
- 1977 Proč nevěřit na zázraky
- 1987 Profesor Popelnice  (TV film)
- 1989 Král lenochů  (TV film)
- 2001 O princezně se zlatým lukem (TV film)
- 2005 O ševci Ondrovi a komtesce Julince (TV film)
- 2007 Český Honza (TV film)
- 2009	Dům U Zlatého úsvitu (TV film)

### Televizní seriály
- 1992 Detektiv Martin Tomsa
- 1997 Hříšní lidé města brněnského
- 1997 Četnické humoresky
- 2003 Černí baroni
- 2010 Okno do hřbitova – povídka „Poslání“